# بيتر شرينر
بيتر شرينر (بالألمانية: Peter Schreiner)‏ هو باحث وكيميائي وأستاذ جامعي ألماني، ولد في 1965 في نورنبرغ في ألمانيا.